# Here We Go Again (album SR-71)
Here We Go Again – trzeci album pop punkowej grupy SR-71, nagrany w 2003 roku i wydany 4 maja 2004. Album został wydany tylko w Japonii, ale był dostępny drogą importu za pomocą strony internetowej zespołu.

## Lista utworów
| #  | Nazwa                                                 | Tekst                     | Czas |
| -- | ----------------------------------------------------- | ------------------------- | ---- |
| 1  | "Axl Rose (Where Did You Go?)"                        | Mitch Allan, John Allen   | 3:10 |
| 2  | "In Your Eyes" (cover utworu Petera Gabriela)         | Peter Gabriel             | 4:41 |
| 3  | "Gone"                                                | Mitch Allan               | 2:58 |
| 4  | "1985"                                                | Mitch Allan, John Allen   | 3:41 |
| 5  | "Mosquito"                                            | Mitch Allan               | 4:00 |
| 6  | "Here We Go Again"                                    | Mitch Allan               | 3:03 |
| 7  | "All American"                                        | Mitch Allan               | 4:09 |
| 8  | "Blue Light Special Life"                             | Mitch Allan               | 3:14 |
| 9  | "15 Minute Idol"                                      | Mitch Allan               | 3:18 |
| 10 | "The One"                                             | Mitch Allan               | 3:34 |
| 11 | "Everything"                                          | Mitch Allan               | 3:52 |
| 12 | "Blood & Bourbon"                                     | Mitch Allan               | 3:17 |
| 13 | "She Was Dead" (Demo) "Little Asshole" (ukryty utwór) | Mitch Allan, Kevin Kadish | 7:21 |

- Utwór "Little Asshole" zaczyna się w 3:13 piosenki "She Was Dead"

## Personel
- Mitch Allan – śpiew, gitara
- Pat DeMent – gitara, wokal wspierający
- Mike Ruocco – gitara basowa, wokal wspierający
- John Allen – perkusja, wokal wspierający